# Birger Gunnersen
Birger Gunnersen, född omkring 1440, död 10 december 1519, var ärkebiskop i Lunds stift från 1497 till sin död.
Birger Gunnersen var son till en klockare från Lindbergs socken i Halland. Han gick fem år i skola i Skara och studerade sedermera i Greifswald där han tog filosofisk examen. Därefter blev han föreståndare vid domskolan i Lund.

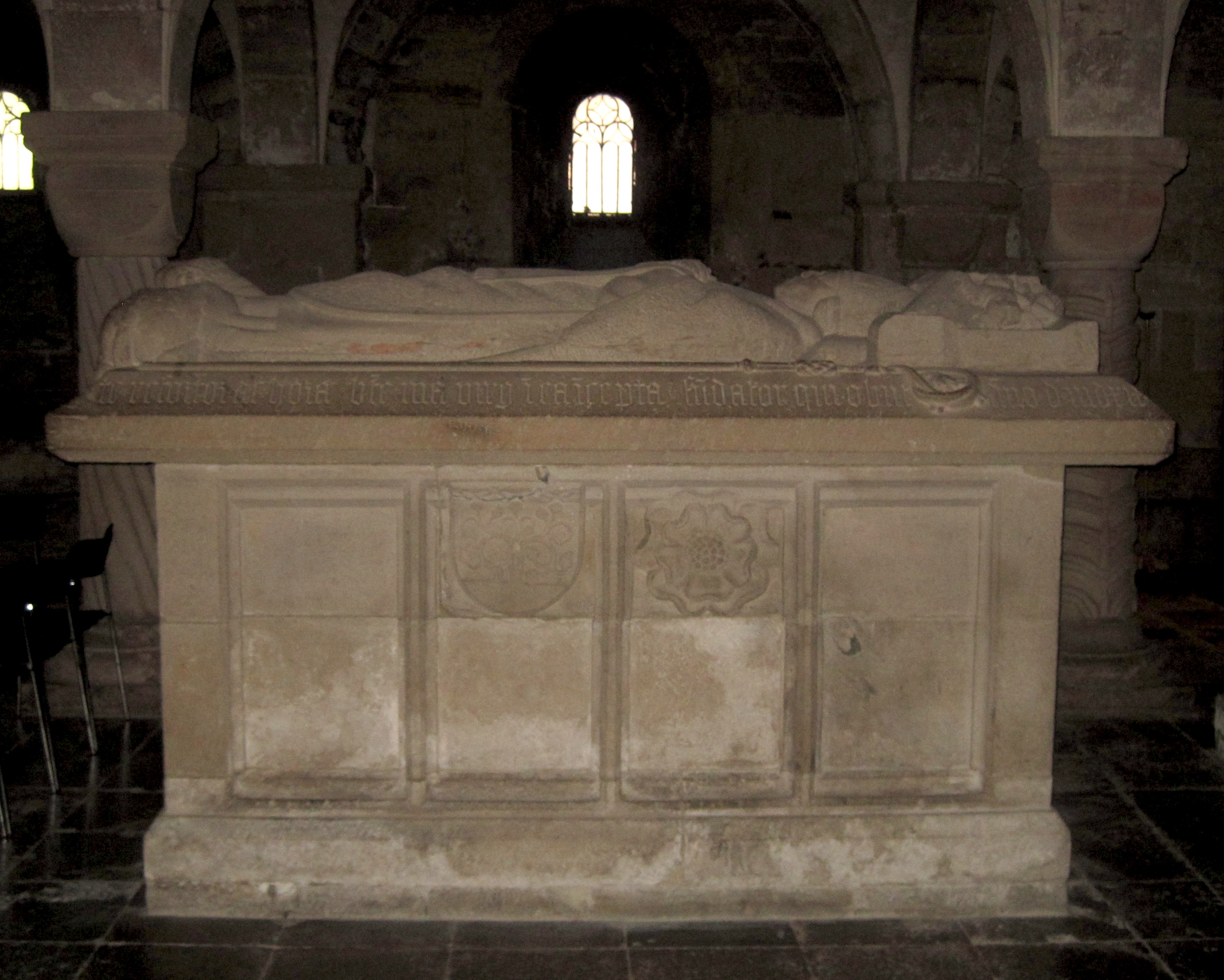
Birger Gunnersens sarkofag i Lunds domkyrkas krypta, utförd av Adam van Düren 1512.

Han anställdes 1474 i Kristian I:s kansli. 1477 blev han kansler hos drottning Dorotea av Danmark och efter hennes död 1495 hos drottning Kristina. Under tiden hade han även blivit kanik i Lund och ärkedjäkne i Roskilde. 1497 utnämndes han till ärkebiskop i Lund (Danmarks andre man). Han var den siste att godkännas av påven.
Birger Gunnersen låg i heta strider med den skånska aristokratin, som förgrep sig på kyrkans egendom. Hans främste motståndare var riksrådet Niels Hack på Häckeberga och rikshovmästaren Poul Laxmand. 
Gunnersen stödde de danska kungarnas strävan att styra över Sverige. För sista gången i Nordens historia hävdade han Lunda-ärkebiskopens ställning som Sveriges primas genom att bannlysa Sten Sture den yngre och kyrkans övriga fiender i Sverige.